# Pinacle (joc)
El Pinacle és un joc de cartes basat en realitzar combinacions que va sorgir a Espanya, encara que simultàniament va aparèixer a Itàlia on es denomina pinnacol, el joc va sorgir a la dècada dels 1940. Probablement deriva d'un joc anglès o alemany portat als Estats Units al segle xix. Semblant al remigi i similars, les combinacions de cartes possibles són escales o sèries de cartes iguals. El joc és per a 4 jugadors que jugaran en 2 parelles i es juga amb 2 baralles americanes de 52 cartes més dues jokers cadascuna, per a un total de 108 cartes.